# Royal Rumble (2019)
Royal Rumble (2019) – gala wrestlingu wyprodukowana przez federację WWE dla zawodników z brandów Raw, SmackDown i 205 Live. Odbyła się 27 stycznia 2019 w Chase Field w Phoenix w stanie Arizona. Emisja była przeprowadzana na żywo za pośrednictwem WWE Network oraz w systemie pay-per-view. Była to trzydziesta druga gala w chronologii cyklu Royal Rumble.
Podczas gali odbyło się dziesięć walk, w tym trzy podczas pre-show. W walce wieczoru, Seth Rollins wygrał męski Royal Rumble match, dzięki czemu otrzymał wybór walki o WWE Universal Championship lub WWE Championship na WrestleManii 35. Żeński Royal Rumble match zwyciężyła Becky Lynch, dzięki czemu otrzymała wybór walki o Raw Women’s Championship lub SmackDown Women’s Championship także na WrestleManii 35. W innych ważnych walkach, Brock Lesnar obronił Universal Championship pokonując Finna Bálora, Daniel Bryan obronił WWE Championship pokonując AJ Stylesa, Asuka pokonała Becky Lynch i obroniła SmackDown Women’s Championship oraz Ronda Rousey pokonała Sashę Banks broniąc Raw Women’s Championship.

## Produkcja
Royal Rumble oferowało walki profesjonalnego wrestlingu z udziałem wrestlerów należących do brandów Raw i SmackDown. Oskryptowane rywalizacje (storyline’y) kreowane są podczas cotygodniowych gal Raw, SmackDown Live oraz ekskluzywnej dla dywizji cruiserweight 205 Live. Wrestlerzy są przedstawieni jako heele (negatywni, źli zawodnicy i najczęściej wrogowie publiki) i face’owie (pozytywni, dobrzy i najczęściej ulubieńcy publiki), którzy rywalizują pomiędzy sobą w seriach walk mających budować napięcie. Kulminacją rywalizacji jest walka wrestlerska lub ich seria.
Tradycją gali Royal Rumble jest zorganizowanie dwóch Royal Rumble matchy, w którym zwycięzca otrzymał szansę na walkę o WWE Universal Championship (brandu Raw) lub WWE Championship (brandu SmackDown) na WrestleManii 35, a zwyciężczyni otrzymała szansę na walkę o WWE Raw Women’s Championship lub WWE SmackDown Women’s Championship także na WrestleManii 35.

### Rywalizacje
Na TLC: Tables, Ladders & Chairs, Fabulous Truth (Carmella i R-Truth) pokonało Mahalicia (Alicia Fox i Jinder Mahal), wygrywając drugi sezon Mixed Match Challenge. Ich nagrodą za wygraną było zdobycie 30. miejsca w swoich Royal Rumble matchach na pay-per-view. W ciągu kilku tygodni po TLC ogłoszono wielu wrestlerów na obie walki Royal Rumble.
Na Crown Jewel, Brock Lesnar pokonał Brauna Strowmana i odzyskał zwakowane wówczas Universal Championship, częściowo dzięki ówczesnemu generalnemu menadżerowi Raw, Baronowi Corbinowi. Na TLC, Strowman pokonał Corbina w walce Tables, Ladders and Chairs, pozbawiając w ten sposób Corbina jego autorytatywnej władzy i zdobywając walkę o mistrzostwo Universal przeciwko Lesnarowi na Royal Rumble. 14 stycznia na odcinku Raw, Corbin skonfrontował się ze Strowmanem i obraził go, co doprowadziło do pościgu na parking, gdzie Corbin ukrył się w limuzynie. Strowman rozbił szybę i wyłamał drzwi, ale pojawił się dyrektor generalny WWE Vince McMahon, ujawniając, że to jego limuzyna. Mr. McMahon następnie ukarał Strowmana grzywną w wysokości $100 000. Strowman następnie pokłócił się z Mr. McMahonem, który następnie odwołał jego walkę z Lesnarem. Wściekły Strowman przewrócił limuzynę. Później tego wieczoru John Cena, Drew McIntyre, Corbin i Finn Bálor wyrazili zainteresowanie zmierzeniem z Lesnarem podczas Royal Rumble. Mr. McMahon ustalił Fatal 4-Way match, w którym zwycięzca zmierzy się z Lesnarem, który Bálor wygrał po obronie swojego miejsca wcześniej w nocy z Jinder Mahalem. Z tego powodu Bálor został następnie usunięty z Royal Rumble matchu.
Na TLC, Daniel Bryan pokonał AJ Stylesa, aby zachować WWE Championship. 1 stycznia 2019 na odcinku SmackDown, Styles zdobył kolejną okazję przeciwko Bryanowi na Royal Rumble, pokonując Randy’ego Ortona, Mustafę Alego, Reya Mysterio i Samoa Joe w Fatal 5-Way matchu.
Na TLC, Asuka pokonała Becky Lynch i Charlotte Flair w walce Triple Threat Tables, Ladders and Chairs i wygrała SmackDown Women’s Championship. Po tym wydarzeniu The McMahon Family (Vince McMahon, Shane McMahon, Stephanie McMahon i Triple H) zadekretowali, że mistrzowie nie będą już mieli automatycznych klauzul rewanżowych, wykluczając Lynch z gwarantowanego rewanżu. Po tym, jak ona, Flair i Carmella poprosili o tytuł w odcinku SmackDown 1 stycznia 2019, dyrektor operacyjny WWE Triple H ustalił pojedynek Triple Threat między tymi trzema wrestlerkami na następny tydzień, aby wyłonić pretendentkę Asuki na Royal Rumble, który wygrała Lynch.
Na TLC, Ronda Rousey utrzymała Raw Women’s Championship przeciwko Nii Jax. 7 stycznia 2019 na odcinku Raw, Rousey pojawiła się w segmencie wywiadu Alexy Bliss „A Moment of Bliss” i oświadczyła, że chce zmierzyć się z Sashą Banks jako następną, wierząc, że Banks jest prawdziwym sprawdzianem jej umiejętności. Jax przerwała, chcąc rewanżu z Rousey. Banks następnie wyszła i wyzwała Jax na pojedynek, w którym zwycięzca zmierzy się z Rousey o Raw Women’s Championship na Royal Rumble, który wygrała Banks.
Na Crown Jewel, Shane McMahon wygrał WWE World Cup, zastępując w finale The Miza, którego uznano za niezdolnego do rywalizacji z powodu przedmeczowej bijatyki. Następnie The Miz rozpoczął dążenie do stworzenia tag teamu z Shane’em, twierdząc, że mogą być najlepszym zespołem Tag Team na świecie. Shane w końcu zgodził się na połączenie w tag team, a 8 stycznia 2019 na odcinku SmackDown, Miz wyzwał The Bar (Cesaro i Sheamus) na walkę o SmackDown Tag Team Championship na Royal Rumble, a The Bar zaakceptowali.
Na TLC Kickoff, Buddy Murphy utrzymał WWE Cruiserweight Championship przeciwko Cedricowi Alexanderowi. 26 grudnia 2018 w odcinku 205 Live, generalny menadżer Drake Maverick ustalił, że Murphy będzie bronił tytułu na Royal Rumble w Fatal 4-Way matchu ze swoimi przeciwnikami, którzy zostaną rozstrzygnięci w walkach kwalifikacyjnych. W następnym tygodniu Kalisto i Akira Tozawa zakwalifikowali się do walki pokonując odpowiednio Lio Rusha i Drew Gulaka. Hideo Itami wygrał ostatnie miejsce w walce pokonując Alexandera. Walka została ustalona na przedpremierowe Royal Rumble Kickoff.
25 grudnia 2018 na odcinku SmackDown, Rusev pokonał Shinsuke Nakamurę, zdobywając United States Championship. Na odcinku z dnia 1 stycznia 2019, gdy Rusev i jego żona/menadżerka Lana celebrowali zdobycie tytułu, Nakamura zaatakował Ruseva, a Lana również została ranna w bójce. 15 stycznia na odcinku SmackDown, ogłoszono, że Rusev będzie bronić tytułu przeciwko Nakamurze podczas przedpremierowego Royal Rumble Kickoff.

## Wyniki walk
| Nr                                                                   | Wyniki                                                                           | Stypulacje | Czas    |
| -------------------------------------------------------------------- | -------------------------------------------------------------------------------- | --- | ------- |
| 1P                                                                   | Bobby Roode i Chad Gable pokonali Scotta Dawsona i Rezara (z Drakem Maverickiem) | Tag Team match Jeśli Dawson i Rezar wygrają, The Revival i AOP otrzymają walkę o WWE Raw Tag Team Championship. | 6:55    |
| 2P                                                                   | Shinsuke Nakamura pokonał Ruseva (c) (z Laną)                                    | Singles match o WWE United States Championship                                                                  | 10:15   |
| 3P                                                                   | Buddy Murphy (c) pokonał Kalisto, Akirę Tozawę i Hideo Itamiego                  | Fatal 4-Way match o WWE Cruiserweight Championship                                                              | 12:05   |
| 4                                                                    | Asuka (c) pokonała Becky Lynch poprzez submission                                | Singles match o WWE SmackDown Women’s Championship                                                              | 17:10   |
| 5                                                                    | The Miz i Shane McMahon pokonali The Bar (Cesaro i Sheamusa) (c)                 | Tag Team match o WWE SmackDown Tag Team Championship                                                            | 13:20   |
| 6                                                                    | Ronda Rousey (c) pokonała Sashę Banks                                            | Singles match o WWE Raw Women’s Championship                                                                    | 13:55   |
| 7                                                                    | Becky Lynch wygrała eliminując jako ostatnią Charlotte Flair                     | 30-osobowy żeński Royal Rumble match o miano pretendentki do kobiecego tytułu na WrestleManii 35                | 1:12:00 |
| 8                                                                    | Daniel Bryan (c) pokonał AJ Stylesa                                              | Singles match o WWE Championship                                                                                | 24:35   |
| 9                                                                    | Brock Lesnar (c) (z Paulem Heymanem) pokonał Finna Bálora poprzez submission     | Singles match o WWE Universal Championship                                                                      | 8:40    |
| 10                                                                   | Seth Rollins wygrał eliminując jako ostatniego Brauna Strowmana                  | 30-osobowy męski Royal Rumble match o miano pretendenta do światowego tytułu na WrestleManii 35                 | 57:35   |
| (c) – mistrz/mistrzyni przed walkąP – walka miała miejsce w pre-show |                                                                                  | |         |

### Wejścia i eliminacje w żeńskim Royal Rumble matchu
– członkini brandu Raw
    – członkini brandu SmackDown
    – członkini brandu 205 Live
    – członkini brandu NXT
    – członkini brandu NXT UK
    – wolna agentka
    – zwyciężczyni
| Nr. wejściowy | Wrestlerka      | Brand         | Nr. eliminacji | Wyeliminowana przez       | Czas  | Eliminacje |
| ------------- | --------------- | ------------- | -------------- | ------------------------- | ----- | ---------- |
| 1             | Lacey Evans     | wolna agentka | 11             | Charlotte Flair           | 29:20 | 2          |
| 2             | Natalya         | Raw           | 23             | Nię Jax                   | 56:01 | 2          |
| 3             | Mandy Rose      | SmackDown     | 9              | Naomi                     | 25:50 | 1          |
| 4             | Liv Morgan      | Raw           | 1              | Natalyę                   | 00:08 | 0          |
| 5             | Mickie James    | Raw           | 2              | Taminę                    | 11:38 | 0          |
| 6             | Ember Moon      | Raw           | 24             | Alexę Bliss               | 52:10 | 0          |
| 7             | Billie Kay      | SmackDown     | 4              | Lacey Evans               | 09:25 | 1          |
| 8             | Nikki Cross     | wolna agentka | 3              | Billie Kay i Peyton Royce | 09:00 | 0          |
| 9             | Peyton Royce    | SmackDown     | 5              | Lacey Evans               | 08:38 | 1          |
| 10            | Tamina          | Raw           | 7              | Charlotte Flair           | 08:22 | 1          |
| 11            | Xia Li          | NXT           | 6              | Charlotte Flair           | 04:48 | 0          |
| 12            | Sarah Logan     | Raw           | 8              | Natalyę i Kairi Sane      | 05:38 | 0          |
| 13            | Charlotte Flair | SmackDown     | 29             | Becky Lynch               | 50:01 | 5          |
| 14            | Kairi Sane      | NXT           | 15             | Ruby Riott                | 17:00 | 1          |
| 15            | Maria Kanellis  | 205 Live      | 12             | Alicię Fox                | 08:12 | 0          |
| 16            | Naomi           | SmackDown     | 10             | Mandy Rose*               | 01:28 | 1          |
| 17            | Candice LeRae   | NXT           | 14             | Ruby Riott                | 09:35 | 0          |
| 18            | Alicia Fox      | Raw           | 13             | Ruby Riott                | 06:55 | 1          |
| 19            | Kacy Catanzaro  | NXT           | 16             | Rheę Ripley               | 10:45 | 0          |
| 20            | Zelina Vega     | SmackDown     | 18             | Rheę Ripley               | 11:42 | 0          |
| 21            | Ruby Riott      | Raw           | 20             | Bayley                    | 13:08 | 3          |
| 22            | Dana Brooke     | Raw           | 17             | Rheę Ripley               | 07:17 | 0          |
| 23            | Io Shirai       | NXT           | 22             | Nię Jax                   | 13:21 | 0          |
| 24            | Rhea Ripley     | NXT UK        | 21             | Bayley                    | 07:55 | 3          |
| 25            | Sonya Deville   | SmackDown     | 19             | Alexę Bliss               | 04:26 | 0          |
| 26            | Alexa Bliss     | Raw           | 25             | Bayley i Carmellę         | 12:59 | 2          |
| 27            | Bayley          | Raw           | 27             | Nię Jax i Charlotte Flair | 14:27 | 3          |
| 28            | Becky Lynch**   | SmackDown     | —              | Zwyciężczyni              | 13:20 | 2          |
| 29            | Nia Jax         | Raw           | 28             | Becky Lynch               | 11:59 | 3          |
| 30            | Carmella        | SmackDown     | 26             | Charlotte Flair           | 07:12 | 1          |

(*) – Mandy Rose była już wyeliminowana, kiedy ona wyeliminowała Naomi.

(**) – Lana miała wyjść z numerem 28, ale doznała storylinową kontuzję kostki, uniemożliwiając jej występ w walce. Becky Lynch zajęła jej miejsce.

### Wejścia i eliminacje w męskim Royal Rumble matchu
– członek brandu Raw
    – członek brandu SmackDown
    – członek brandu NXT
    – członek brandu NXT UK
    – członek Hall of Fame
    – wolny agent
    – zwycięzca
| Nr. wejściowy | Wrestler          | Brand            | Nr. eliminacji | Wyeliminowany przez                | Czas  | Eliminacje |
| ------------- | ----------------- | ---------------- | -------------- | ---------------------------------- | ----- | ---------- |
| 1             | Elias             | Raw              | 5              | Setha Rollinsa                     | 15:07 | 1          |
| 2             | Jeff Jarrett      | Hall of Fame     | 1              | Eliasa                             | 01:20 | 0          |
| 3             | Shinsuke Nakamura | SmackDown        | 8              | Mustafę Alego                      | 17:46 | 1          |
| 4             | Kurt Angle        | Raw/Hall of Fame | 2              | Shinsuke Nakamurę                  | 03:15 | 0          |
| 5             | Big E             | SmackDown        | 4              | Samoa Joe                          | 06:01 | 0          |
| 6             | Johnny Gargano    | NXT              | 9              | Deana Ambrose’a                    | 13:50 | 1          |
| 7             | Jinder Mahal      | Raw              | 3              | Johnny’ego Gargano                 | 00:30 | 0          |
| 8             | Samoa Joe         | SmackDown        | 14             | Mustafę Alego                      | 24:05 | 3          |
| 9             | Curt Hawkins      | Raw              | 7              | Samoa Joe                          | 04:09 | 1          |
| 10            | Seth Rollins      | Raw              | —              | Zwycięzca                          | 43:00 | 3          |
| 11            | Titus O’Neil      | Raw              | 6              | Curta Hawkinsa                     | 00:05 | 0          |
| 12            | Kofi Kingston     | SmackDown        | 12             | Drew McIntyre’a                    | 08:53 | 0          |
| 13            | Mustafa Ali       | SmackDown        | 23             | Nię Jax                            | 30:05 | 2          |
| 14            | Dean Ambrose      | Raw              | 13             | Aleistera Blacka                   | 14:42 | 1          |
| 15            | No Way Jose       | Raw              | 10             | Samoa Joe                          | 00:02 | 0          |
| 16            | Drew McIntyre     | Raw              | 22             | Dolpha Zigglera i Brauna Strowmana | 20:06 | 4          |
| 17            | Xavier Woods      | SmackDown        | 11             | Drew McIntyre’a                    | 00:03 | 0          |
| 18            | Pete Dunne        | NXT UK           | 17             | Drew McIntyre’a                    | 11:13 | 0          |
| 19            | Andrade           | SmackDown        | 27             | Brauna Strowmana                   | 26:30 | 1          |
| 20            | Apollo Crews      | Raw              | 15             | Barona Corbina                     | 05:47 | 0          |
| 21            | Aleister Black    | NXT              | 16             | Barona Corbina                     | 06:09 | 1          |
| 22            | Shelton Benjamin  | SmackDown        | 20             | Brauna Strowmana                   | 09:21 | 0          |
| 23            | Baron Corbin      | Raw              | 19             | Brauna Strowmana                   | 07:19 | 2          |
| 24            | Jeff Hardy        | SmackDown        | 21             | Brauna Strowmana i Drew McIntyre’a | 07:55 | 0          |
| 25            | Rey Mysterio      | SmackDown        | 25             | Randy’ego Ortona                   | 12:30 | 1          |
| 26            | Bobby Lashley     | Raw              | 18             | Setha Rollinsa                     | 00:13 | 0          |
| 27            | Braun Strowman    | Raw              | 29             | Setha Rollinsa                     | 14:37 | 6          |
| 28            | Dolph Ziggler     | Raw              | 28             | Brauna Strowmana                   | 11:34 | 1          |
| 29            | Randy Orton       | SmackDown        | 26             | Andrade                            | 06:00 | 1          |
| 30            | Nia Jax*          | Raw              | 24             | Reya Mysterio                      | 03:11 | 1          |

(*) – 30. uczestnikiem był R-Truth, lecz został zaatakowany przez Nię Jax, po czym zajęła jego miejsce.